# Mark Morrisroe
Mark Morrisroe (Malden, 10 gennaio 1959 – Jersey City, 24 luglio 1989) è stato un fotografo e performance artist statunitense, noto per le sue fotografie incentrate sulla cultura punk che ha iniziato a farsi strada a Boston tra gli anni settanta e nel boom del mondo dell'arte a partire dalla metà degli anni '80 a New York.

## Biografia
Mark Morrisroe nasce a Malden, nel Massachusetts, il 10 gennaio 1959. La madre, tossicodipendente, era affittuaria di Albert DeSalvo, serial killer responsabile di 13 omicidi e noto con il soprannome "strangolatore di Boston" e di cui lo stesso Mark diceva di essere suo figlio illegittimo. Già all'età di 15 anni, dopo essere scappato di casa, iniziò a prostituirsi sotto lo pseudonimo di Mark Dirt. All'età di 17 anni fu ferito da un colpo d'arma da fuoco alla schiena esploso da un suo cliente; la pallottola rimase conficcata nella sua spina dorsale e non vi fu modo di estrarla. Questo evento lo colpì profondamente, ma allo stesso tempo influenzò quella che sarà la sua futura carriera artistica fotografica, realizzando fotografie ritraenti spesso giovani prostitute e radiografie del suo torace ferito.
Dopo aver iniziato a nutrire passione per la fotografia, ha frequentato la School of the Museum of Fine Arts della Tufts University a Boston, dove strinse amicizia con futuri artisti e fotografi famosi, tra cui Nan Goldin, David Armstrong, Philip-Lorca diCorcia, Stephen Tashjian, conosciuto anche col soprannome "Tabboo!", Gail Thacker e Pat Hearn. A Boston, in quel periodo, si fidanzò con Jonathan Pierson, anche lui dedito alla fotografia, e che cambierà successivamente nome in "Jack Pierson".
Durante il periodo degli studi, si è esibito nelle vesti di un personaggio drag queen di sua creazione, Sweet Raspberry, e ha co-fondato una rivista chiamata "Dirt Magazine" insieme alla sua amica Lynelle White, distribuendola nei nightclub di Boston. Tale rivista era composta da fake news e pettegolezzi su celebrità, band musicali e altri personaggi famosi, principalmente a Boston.
La sua carriera di fotografo è iniziata quando gli è stata regalata una Polaroid 195 Land Camera. Fu lì che ha sperimentato tecniche di sviluppo insolite, ricevendo un generoso supporto di forniture, pellicole e prodotti chimici dall'azienda fotografica. All'interno della sua stretta cerchia di amici ha presto rivendicato l'invenzione di quelle che vengono chiamate "sandwich printing", ossia ingrandimenti di due negativi dello stesso soggetto montati uno sopra l'altro, che hanno prodotto una qualità notevole ed elaborata, realizzando un'immagine pittorica nel risultato finale e che nel tempo ha imparato ad utilizzare in modo sempre più controllato.
All'inizio, Morrisroe ha riconosciuto il valore intrinseco delle stampe, indipendentemente dal mezzo utilizzato per produrle, come oggetti pittorici che poteva manipolare, colorare, dipingere e scrivere a piacimento. Così, ha scarabocchiato commenti, note biografiche e dediche sul lato delle sue foto, il che le ha rese opere d'arte molto personali. Le sue fotografie erano per lo più ritratti e i suoi soggetti includevano amanti, amici, prostitute e persone che erano ospiti nel suo appartamento, spesso completamente nudi. Inoltre incorporava abbastanza frequentemente anche foto di pellicole in super 8.
Morì a soli 30 anni il 24 luglio 1989 dopo aver contratto l'AIDS. Le sue ceneri furono sparse a McMinnville, nell'Oregon, nella fattoria di proprietà del suo ultimo fidanzato Ramsey McPhillips.
Dopo la sua morte, la sua collezione di fotografie fu esposta al Museo di arte contemporanea di Los Angeles.

## Filmografia
Tra il 1981 e il 1984, ha girato tre film con poco budget in super 8: The Laziest Girl in Town (1981), Hello from Bertha (1983) e Nymph-O-Maniac (1984). Secondo quanto riferito, questi film sono stati influenzati da registi come John Waters e Jack Smith.

## Pubblicazioni
- Mark Morrisroe: Journal of Contemporary Art, Distributed Art Publishers, 1996
- Boston School, Boston Institute of Contemporary Art, 1996
- Mark Morrisroe: My Life, Power House Books, 1997
- Emotions & Relations: Nan Goldin, David Armstrong, Mark Morrisroe, Jack Pierson, Philip-Lorca Dicorcia, Taschen, 1998
- Mark Morrisroe, Twin Palms, 1999
- Der subjektive Blick in den Fotografien der "Boston School". David Armstrong - Philip-Lorca diCorcia - Nan Goldin - Mark Morrisroe - Jack Pierson - Shellburne Thurber, Tectum Verlag, 2008
- Mark Morrisroe, JRP|Ringier, 2011[2]
- Mark Morrisroe: Memento Mori / A Photographic Memoir by Megan "Montana" Smith, Blurb, 2012.
- Mark Morrisroe: Mark Dirt, Paper Chase Press, 2012
- It's all the same, you're queer anyhow! Les films de Mark Morrisroe, Yann Beauvais,[3]
- There Was a Sense of Family: The Friends of Mark Morrisroe, Verlag für moderne Kunst, 2012
- Changing Difference: Queer Politics and Shifting Identities: Peter Hujar, Mark Morrisroe, Jack Smith, Silvana Editoriale, 2013
- Screaming in the Streets: AIDS, Art, Activism, ClampArt and Ward 5B, 2017